# جيمس تود (ضابط)
جيمس تود (20 مارس 1782 - 18 نوفمبر 1835) مقدم وضابط عسكري في شركة الهند الشرقية وأحد الباحثين المستشرقين. جمع بين وظيفته الرسمية واهتماماته فكتب سلسلة من المؤلفات حول تاريخ وجغرافيا الهند، وخاصةَ المنطقة التي كانت تُعرف آنذاك باسم راجبوتانا والتي تناظر ولاية راجستان حاليًا، وقد أشار تود إليها باسم راجاستان.
وُلد تود في لندن وتلقى تعليمه في اسكتلندا. انضم إلى شركة الهند الشرقية كضابط عسكري وسافر إلى الهند كمجند في الجيش البنغالي عام 1799. ترقى سريعًا، وتقدم في الرتب، حتى أصبح نقيبًا لحرس الوزير في البلاط الملكي السندي. عُين مندوبًا سياسيًا لبعض مناطق راجبوتانا بعد الحرب الإنجليزية الماراثية الثالثة، التي شارك تود خلالها في قسم الاستخبارات. كانت مهمته هي المساعدة في توحيد المنطقة تحت سيطرة شركة الهند الشرقية. أجرى تود معظم الأبحاث التي نشرها لاحقًا خلال تلك الفترة. نجح تود في وظيفته الرسمية، لكن جعلته أساليبه في موضع شك من قبل بعض الأعضاء في شركة الهند الشرقية. أصبح عمله محدودًا بمرور الوقت، وتقلصت مجالات إشرافه بشكل كبير. استقال تود من منصبه كمندوب سياسي وعاد إلى إنجلترا عام 1823، بسبب تدهور صحته وسمعته.
نشر تود عند العودة إلى وطنه في إنجلترا، عددًا من المؤلفات الأكاديمية حول تاريخ وجغرافيا الهند، كان أبرزها (تاريخ وآثار راجاستان)، بناءً على المواد التي جمعها خلال رحلاته. تقاعد من الجيش عام 1826، وتزوج من جوليا كلوترباك في نفس العام. تُوفي عام 1835 عن عمر يناهز 53 عامًا.

## الإصدارات
يقول كوديتشيك أن تود «طور اهتمامه بمثلث الثقافة المحلية والسياسة والتاريخ بجانب خرائطه»، ويعتقد ميتكالف أن تود «جمع ماضي [راجبوتانا] بالإضافة إلى حاضرها» أثناء عمله في الهند. تمكن تود من جمع المواد الخاصة به عن تاريخ وآثار راجستان خلال الفترة التي قضاها في راجبوتانا، والتي تعرض الجغرافيا المعاصرة وتاريخ راجبوتانا ووسط الهند بشكل تفصيلي بالإضافة إلى تاريخ جاليات راجبوت التي حكمت معظم المنطقة في ذلك الوقت. وصفه المؤرخ كريسبين بيتس بأنه «قيمة قصصية وتاريخية رومانسية»، وصفه ديفيد أرنولد، مؤرخ آخر، بأنه «أديب رحلات» و«أحد كتاب الرومانسية الأكثر تأثيرًا في الهند». نُشر الكتاب في مجلدين، في عامي 1829 و1832، وشمل المجلدان رسومات توضيحية ونقوشات لفنانين بارزين، كستوريرز، ولويس هاغي، وإدوارد، ووليام فندين. اضطر إلى تمويل النشر بنفسه، فقد كانت مبيعات الكتب التاريخية ثابتة لبعض الوقت واسمه لم يكن معروفًا بشكل خاص سواء في الداخل أو في الخارج. تُعد النسخ الأصلية نادرة الآن، ولكن أُعيد طباعتها أكثر من مرة. حرر المستشرق الفلكلوري وليام كروك النسخة المنشورة عام 1920، وعدل عليها بشكل كبير.
أوضح فريتاغ بأن محتوى سجلات التاريخ هو «قصص أبطال راجاستان أولًا وقبل كل شيء ... سردها بطريقة معينة- فهناك أناس أشرار، وأفعال جريئة رائعة، ورموز شهمة لابد من دعمها». شاعت مؤلفات تود على صعيد الآراء الأكاديمية والشعبية لدرجة أنها حلت محل التراث القديم، ككتاب ناينسي ري خياط وقصيدة بريثفيراج راسو. استعان تود بقصيدة راسو في محتواه. أوضح كومار سينغ، المدير العام لهيئة المسح الأنثروبولوجي بالهند، أن سجلات التاريخ استندت أساسًا إلى «روايات باردية ومقابلات شخصية» وأنه «أشاد بحكام راجبوت وأضاف الطابع الرومانسي على شخصياتهم وبلادهم» لكنه تجاهل الجاليات الأخرى.
سلالة شاتيس راجكولا هي أحد جوانب التاريخ التي تناولها تود في سجلاته (36 سلالة ملكية)، والتي استشار مجموعة من الباندتات بشأن القضايا اللغوية، من بينهم زعيم الطائفة الجاينية الراهب غيانشاندرا. قال إنه «رغب في تلخيص تاريخ الحروب العسكرية في وسط وغرب الهند» ما استلزم دراسة أنسابهم. مصدر هذه النصوص كتاب بورانا التي احتفظ بها رانا (حاكم) مدينة أودايبور.
قدم تود أيضًا أوراقًا أرشيفية لسلسلة معاملات الجمعية الملكية الآسيوية. اهتم بعلم العملات أيضًا، واكتشف العينات الأولى من العملات الباخترية والهندية الإغريقية التي تعود إلى العصر الهلنستي عقب فتوحات الإسكندر الأكبر، كما وصفها في كتبه. اندثرت هذه الممالك القديمة إلى حد كبير أو أصبحت شبه أسطورية، لكن أكدت اكتشافات تود الوجود الإغريقي طويل الأمد في أفغانستان والبنجاب. عُثر على عملات معدنية مماثلة بكميات كبيرة منذ وفاته.
قدم ورقة بحثية عن سياسات الهند الغربية بالإضافة إلى هذه المؤلفات، وأُلحقت بتقرير لجنة مجلس عموم المملكة المتحدة للشئون الهندية عام 1833. كما أنه دون ملاحظات حول رحلته إلى بومباي وجمعها في كتاب آخر بعنوان رحلات في غرب الهند. نُشر هذا الكتاب بعد وفاته عام 1839.